# 实廊
实廊，是馬來西亞柔佛州东甲县内的一座巫金，範圍包括利豐港，毗鄰縣府東甲及麻坡。

## 甘榜
- 实廊1
- 实廊2
- 实廊3
- 实廊4
- 实廊5
- 实廊6
- 实廊7
- 实廊8

## 設施
- 实廊國小（SK Serom 3）